# 신영준 (작가)
신영준(1982년 ~)은 체인지 그라운드의 의장이다.

## 학력
- 성균관대 정보통신공학부 학사
- 싱가포르 국립대 대학원 공학박사 : 그래핀에 대해 연구함

## 경력
- 삼성 디스플레이 개발실 책임연구원 (만 2년 근무)

## 저서
- 《끄덕 끄덕》
- 《졸업선물》
- 《빅보카》
- 《완벽한 공부법》 (고영성 공저)
- 《두근두근》
- 《일취월장》 (고영성 공저)
- 《뼈 있는 아무 말 대잔치》 (고영성 공저)
- 《폴라리스 Polaris》 (고영성 공저)
- 《인생은 실전이다》 (주언규 공저)

## 사회 공헌 활동(기부 등)
2017년 XX 보육원 200만원
2017년 OO 미혼모센터 1000만원
2018년 OO 미혼모센터 300만원
2018년 XX 유소년지원 1000만원 (고대표님이랑 함께)
2019년 XX 유소년지원 1억 (고대표님이랑 함께)
2019년 OO 미혼모센터 100만원
2019년 OOOO재단 1000만원
2020년 XX 유소년지원 500만원
2020년 OO 미혼모센터 500만원
2021년 OO 미혼모센터 500만원
2021년 사랑의 열매 1억원
2021년 XX 유소년지원 500만원
2022년 사랑의 열매 1억원
2022년 OO 미혼모센터 200만원
2022년 XX 유소년지원 500만원
2023년 OO 미혼모센터 500만원
2023년 XX 유소년지원 500만원
2024년 OO 미혼모센터 500만원
2024년 XX 유소년지원 500만원
2025년 예정

## 같이 보기
- 고영성